# Expositurkirche Müselbach

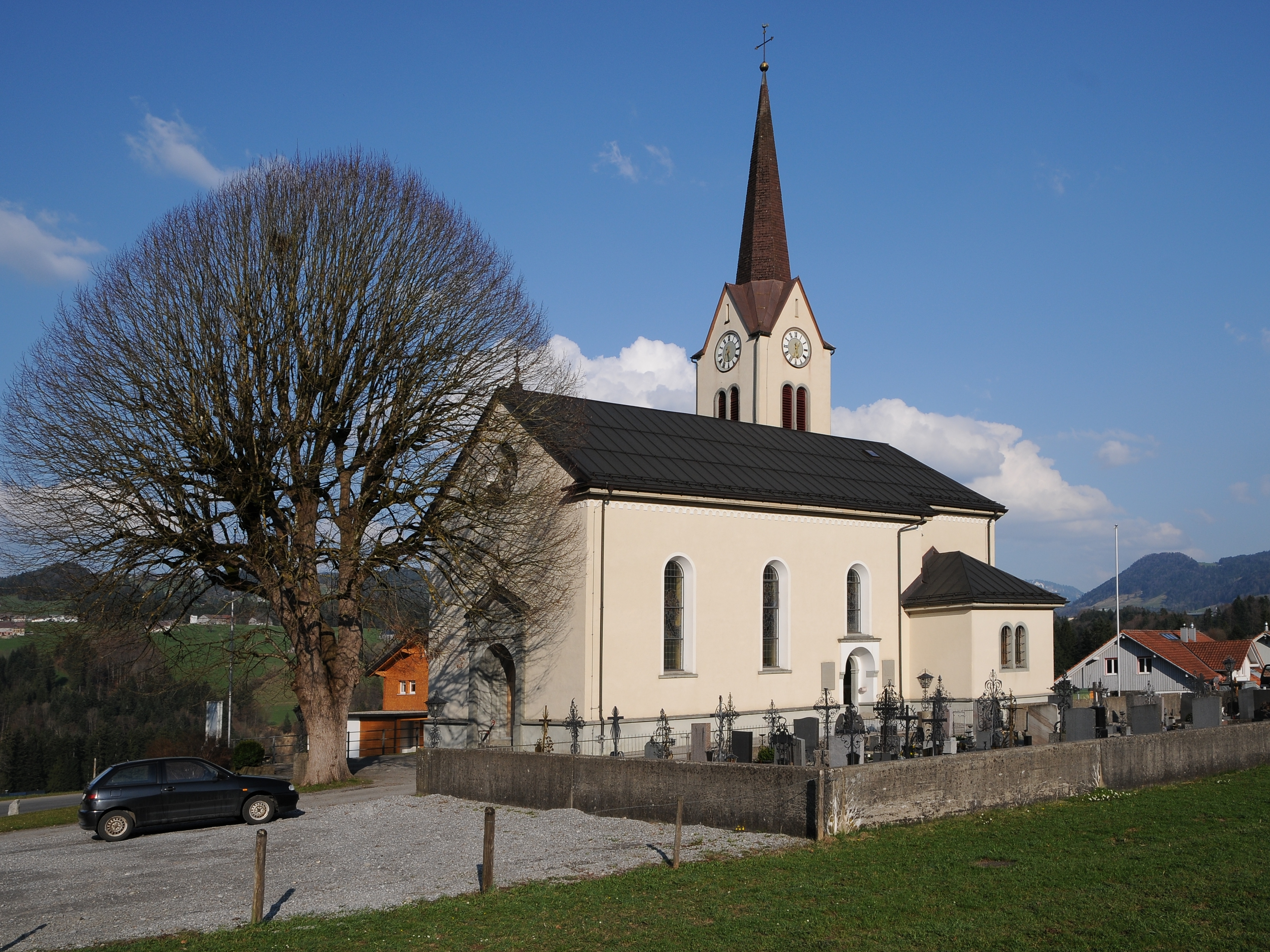
Expositurkirche in Müselbach

Die Expositurkirche Müselbach gehört zur Pfarre Alberschwende. Sie steht im Ortsteil Müselbach am Hang zwischen Bregenzer Ach und Bregenzerwaldstraße in der Gemeinde Alberschwende im Bregenzerwald im Bundesland Vorarlberg. Sie ist den Heiligsten Herzen Jesu und Mariä geweiht. Die Kirche gehört zum Dekanat Bregenz in der Diözese Feldkirch.

## Geschichte
Im September 1497 hielten acht Besitzer einer Kapelle in Müselbach um ihre Konsekration an, um dort von Zeit zu Zeit einer Messe beiwohnen zu können. Da die Ortschaft Müselbach über eine Stunde von der Pfarrkirche Alberschwende entfernt war, bekamen die Bewohner schon so früh eine konsekrierte Kapelle. 1867 wurde, auf Vorschlag des Pfarrers in Alberschwende, die Kapelle zu einer Expositurkirche mit eigenem Priester der Pfarre Alberschwende erhoben. Die Kosten dafür mussten von den Bewohnern getragen werden, so musste beispielsweise ein Pfarrhof als Wohnhaus für den Priester errichtet werden. Am 9. Mai 1868 wurde Johann Mähr zum ersten Expositus von Müselbach gewählt. Sein Nachfolger, Ferdinand Walch aus Schwarzenberg, sammelte bald nach seiner Anstellung Geld für einen Kirchenneubau. Der erste Entwurf vom Architekten Josef Vonstadl wurde auf Grund der hohen Baukosten nicht genehmigt, erst der zweite Vorschlag von Seraphin Pümpel, dem damaligen Stadtbaumeister von Feldkirch, wurde genehmigt. 1880 wurde mit dem Abbruch der alten Rupertikapelle begonnen. Am 23. Juni 1883 wurde die neue Kirche durch den Generalvikar Simon Aichner konsekriert. Am 31. Jänner 1887 wurde auch der Friedhof um die Kirche eingeweiht. Dadurch entfiel der Totentransport über die Poststraße nach Alberschwende.
Die kleine Glocke bzw. Wetterglocke aus dem Jahre 1581, die ursprünglich in der Rupertikapelle hing, hängt heute im Glockenturm. Während des Ersten Weltkrieges wurden drei Glocken von Kaiser Franz Joseph I. aus Kriegszwecken eingezogen. Im Mai 1923 kaufte die Gemeinde zwei neue Glocken, die am 17. Juni 1942 wieder abgeholt und für kriegerische Zwecke eingeschmolzen wurden. Am 18. November 1956 erhielt die Kirche in Müselbach, finanziert durch Spenden aus der Bevölkerung, drei neue Glocken, die gemeinsam mit der alten Glocke im Vierklang fis-a-cis-e läuten. Sie wurden von der Innsbrucker Glockengießerei Grassmayr gegossen.
Die Kirche wurde in den Jahren 1980 bis 1982 renoviert.

## Baubeschreibung

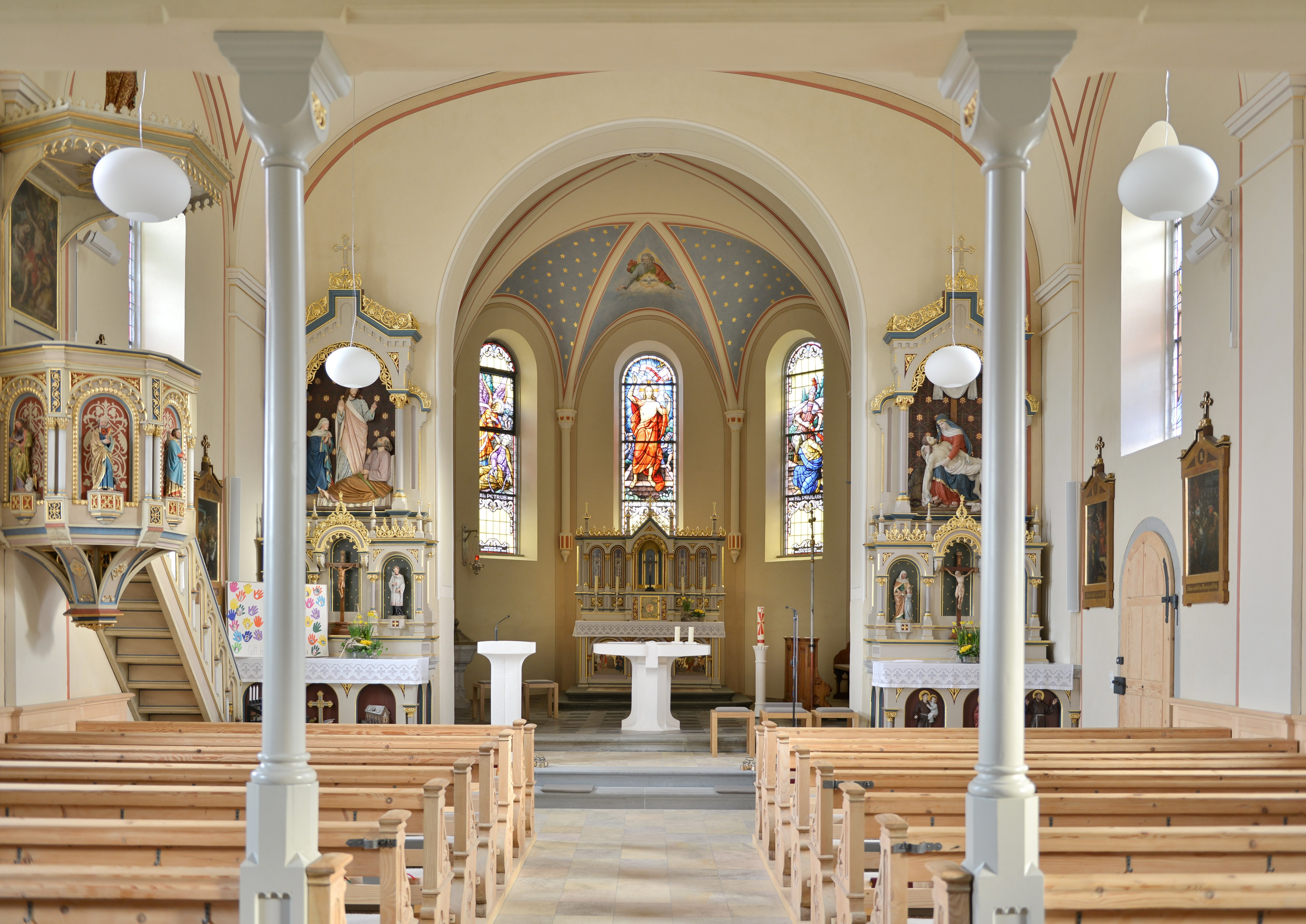
Langhaus gegen Hochaltar

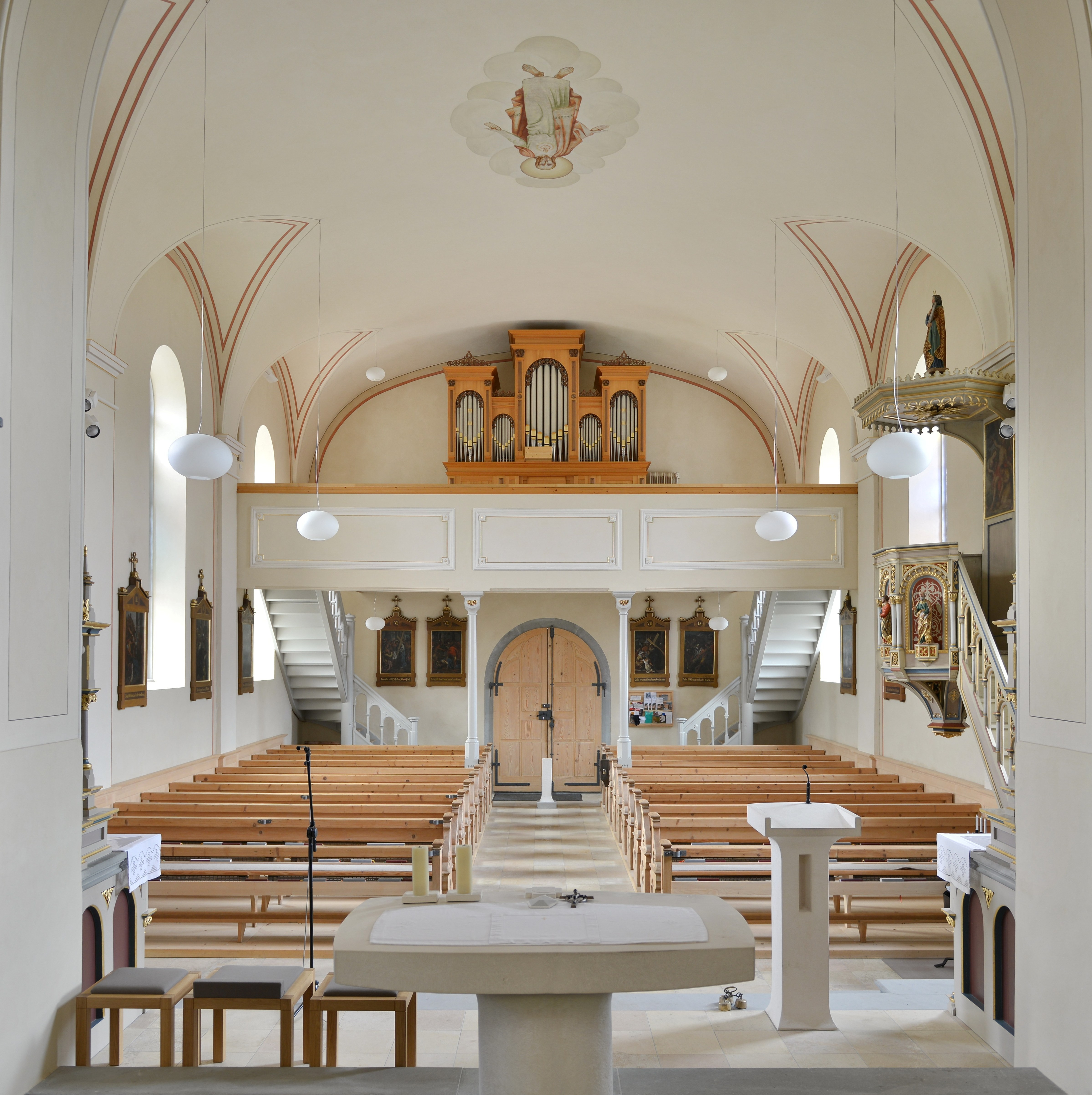
Langhaus gegen Empore

Die Kirche ist ein einfacher Saalbau mit Satteldach. Der Chor ist eingezogen. Im nördlichen Chorwinkel steht der Kirchturm mit Giebelspitzhelm und im südlichen befindet sich die Sakristei. Im Obergeschoß des Turmes sind rundbogige Schallfenster, am Chor und am Langhaus hohe und schmale Rundbogenfenster. Unter dem Dachgesims verläuft ein Bogenfries. Das Portal auf der Westseite wurde im neuromanischen Stil, mit klassizierendem Dreiecksgiebel und schlichtem Säulengewände gestaltet. Auf der Südseite ist ein einfaches Rundbogenportal.
Das Langhaus ist dreijochig mit flachem Tonnengewölbe und Stichkappen, die auf einfachen Pilastern ruhen. Die hölzerne Orgelempore lagert auf dünnen Säulen. Der Chor ist einjochig und hat einen 3/8-Schluss. An den Seitenwänden des Chores sind Rundbogenportale, die in die Sakristei, bzw. in das Erdgeschoß des Turmes führen.
Im Chor befinden sich Wandmalereien, die Gottvater und die vier Evangelisten zeigen. Sie stammen von Engelbert Luger aus dem Jahr 1888. Die Wandmalereien im Langhaus behandeln Themen rund um Herz Jesu. Sie entstanden um 1940.
Die Glasfenster wurden in den Jahren 1940 und 1941 von der Tiroler Glasmalereianstalt gefertigt. Im Chor zeigen sie den „Auferstandenen“, die „Befreiung des Petrus“, und die „Enthauptung des Paulus“.
Im Langschiff zeigen sie auf der linken Seite die heilige Anna, „Jesus heilt den Blinden“ und die „Kindersegnung Jesu“. Auf der rechten Seite sind der heilige Josef, das „Vaterunser“ sowie die „Taufe des Herzogs Theodo II. durch den heiligen Rupert“ dargestellt.

## Ausstattung
Die Altäre entstanden um 1885. Der Hochaltar ist ein Retabelaufbau mit Giebeltabernakel und Fialen. In den verglasten Nischen befinden sich Reliquien. Am Altartisch sind Reliefs von F. Schmalzl aus Gröden. Sie zeigen das „Opfer des Melchisedech“, „Mose vor dem brennenden Dornbusch“, sowie „Abraham und Isaak“.
Die Seitenaltäre haben eine hohe Predellenzone mit Nischen sowie einen Ädikulaaufbau. Links sind der „Tod des heiligen Josef“, die Heiligen Agnes und Aloisius, die Gesetzestafeln sowie die „Arche Noah“ dargestellt. Am rechten Seitenaltar sind eine Pietà, die „heilige Anna lehrt Maria das Lesen“ sowie die Heiligen Joachim, Antonius, Rupert und Franz von Assisi dargestellt.
Die Kanzel von 1885 ist mit Figuren des Mose und der vier Evangelisten verziert. An der Rückwand befindet sich ein Bild des heiligen Sebastian. Das Orgelgehäuse im Stil der Neorenaissance wurde 1885 fertiggestellt. Im selben Jahr wurden auch die Betbänke, das Chorgitter und das Chorgestühl geschaffen. Das Kruzifix entstand Ende des 19. Jahrhunderts. Die Kreuzwegbilder sind übermalte bäuerliche Arbeiten aus dem frühen 19. Jahrhundert.